# 布塞·托松
布塞·托松（土耳其語：Buse Tosun，1995年5月12日—），土耳其女子摔跤运动员。她曾代表土耳其参加世界摔跤锦标赛，获得二枚铜牌。她也曾参加2016年夏季奥林匹克运动会。